# Rosse dwergspecht
De rosse dwergspecht (Picumnus cinnamomeus) is een vogel uit de familie Picidae (spechten).

## Verspreiding en leefgebied
Deze soort komt voor in noordelijk Colombia en noordwestelijk Venezuela en telt vier ondersoorten:
- P. c. cinnamomeus: noordelijk Colombia.
- P. c. perijanus: noordwestelijk Venezuela.
- P. c. persaturatus: centraal Colombia.
- P. c. venezuelensis: het westelijke deel van Centraal-Venezuela.